# 1990年代臺灣
| 世紀： | 19世紀臺灣 \| 20世紀臺灣 \| 21世紀臺灣                                                                                                   |
| 年代： | 1960年代臺灣 \| 1970年代臺灣 \| 1980年代臺灣 \| 1990年代臺灣 \| 2000年代臺灣 \| 2010年代臺灣 \| 2020年代臺灣                             |
| 年份： | 1990年臺灣 \| 1991年臺灣 \| 1992年臺灣 \| 1993年臺灣 \| 1994年臺灣 \| 1995年臺灣 \| 1996年臺灣 \| 1997年臺灣 \| 1998年臺灣 \| 1999年臺灣 |

1990年代的臺灣，即是指民國79年1月1日至民國88年12月31日，是中華民國政府遷臺後的第四個十年，也是解除戒嚴令後的第一個十年。在這10年間，臺灣在政治、經濟及民生上都產生了不少重大的變化。

## 政治領域
在政治上，1990年3月21日，李登輝經國民大會選舉為正任總統，5月20日就任，結束他從1988年蔣經國去世後兩年的代理總統時期，並於整個1990年代擔任此職。1991年5月1日，政府廢止了《動員戡亂時期臨時條款》；同年12月21日，全面改選國民大會，被稱為“萬年國代”的國大代表全部退職。
1992年11月7日，廢止金門、馬祖戒嚴及戰地政務實驗。1994年12月3日，舉辦首屆直轄市及省長公民直選選舉，同年也實施了縣市議員、鄉鎮市長選舉投票。1996年3月23日李登輝當選，成為台灣首任民選總統。1998年12月21日，實行精省，將台灣省政府虛級化。
第二屆立委選舉於花蓮縣爆發花蓮市長魏木村及其弟花蓮縣議員魏東河等集體做票事件，是中國國民黨候選人作票遭判刑入獄的歷史首例。
首屆民選北高市長選舉在1994年舉行，首屆民選總統選舉在1996年舉行。

## 外交領域
在外交上，由於大韓民國於1992年8月24日結束與中華民國政府的雙邊外交關係，中華民國政府與之斷交。而政府隨後與布吉納法索復交，連戰出訪宏都拉斯與巴哈馬時，並以總統特使身分出使薩爾瓦多與瓜地馬拉。1998年，南非結束與中華民國政府的雙邊外交關係。
作為總統的李登輝也前往菲律賓、泰國、印尼進行度假外交，同時也進行17年來元首首次拜訪邦交國的出訪，先後前往尼加拉瓜、哥斯大黎加、南非與史瓦濟蘭，並在1995年前往美國訪問。

## 國防軍事領域
在軍事上，1997年7月1日，中華民國國軍在李登輝政府所主導的精實案開始實施後，國軍兵力從自60萬以上裁減至38萬人，其中以陸軍與海軍陸戰隊影響最大。

## 兩岸關係領域
1990年7月，中华民国國军偕同警察以“越界偷渡”为由，逮捕并虐待中国大陆渔民，致使25人死亡。
1993年4月27日，海基會與海協會共同舉行辜汪會談。1994年3月31日，有臺灣籍旅行團的旅客在千島湖被劫，其中24人被殺。
1995年臺灣海峽飛彈危機。1996年總統選舉前夕，傳聞中共設置飛彈瞄準臺灣，引發部份臺灣民眾恐慌。

## 證券市場領域
在證券市場，1990年2月的台灣加權指數曾以2160億元的天價創下歷史新高12682.41點，之後就在財政部長郭婉容宣佈證所稅方案後，台股在一年之內一路跌到2485點。

## 經濟民生領域
1990年代的臺灣正是處於經濟起飛時期，人均國民所得已達10000美元。
1991年，新中部橫貫公路也在正式通車，南迴鐵路正式營運。
1994年7月19日，全民健康保險法立法院三讀通過。
1995年3月1日，全民健康保險全國全面實施。
1996年3月28日，臺北市首條捷運線木柵線在通車。

## 娛樂
1990年代的臺灣娛樂圈隨著電視的發展，滲透進各行各業。知名歌手有鄧麗君、張雨生、王傑；樂團有小虎隊、紅孩兒等等。

## 大事記
- 1990年3月16日:發生三月學運，學生群集在中正紀念堂廣場反對國大代表擴權、要求進行政治改革。前身為1980年開始舉辦的台北金馬國際觀摩展與原本獨立舉辦的金馬獎整合後正式成立臺北金馬影展執行委員會，而金馬國際影展是台灣規模最大的國際影展。7月，发生907事件，中华民国军警以大陆渔船越界为由逮捕和虐待中国大陆渔民，造成25人死亡。
- 1990年10月7日:總統李登輝成立國家統一委員會。
- 1991年2月23日:通過國家統一綱領
- 1991年5月1日:李登輝廢止《動員戡亂時期臨時條款》，終結動員戡亂時期。
- 1991年12月21日:舉行國民大會全面改選，年底第一屆「資深」中央民代全部退職。
- 1992年11月7日:廢止金門、馬祖戒嚴及戰地政務實驗。5月15日桃園縣平鎮市發生健康幼稚園火燒車事件。
- 1992年12月19日:舉行第二屆立法委員選舉，實現國會全面改選。
- 1992年底：金馬國際影展首次推出「同志單元」，為台灣同志運動啟蒙前期之里程碑。[1]
- 1992年：制定《兩岸人民關係條例》，規範兩岸人民的往來。
- 1993年4月27日:辜振甫與汪道涵在新加坡舉行第一次辜汪會談。
- 1994年3月31日:千島湖事件，臺灣旅客在千島湖被劫，其中24人被殺。
- 1994年12月3日:舉行首屆由民眾參與的北高市長及臺灣省省長選舉於民主進步黨陳水扁及中國國民黨吳敦義、宋楚瑜分別當選臺北市及高雄市市長與台灣省長。
- 1995年3月1日:全民健康保險全國正式實施。為中華民國近代社會福利制度。健保實施使全體國民健康、就醫、用藥、使用醫療器材及看診收費得到更全面、更完整的保障。例如：健保實施前需要昂貴的金額就醫，相較健保實施後只需付掛號費及少部分藥費負擔。此制度實施後成為世界各國學習及參考的指標。
- 1996年：總統選舉前夕，中國設置飛彈瞄準臺灣，引發臺灣民眾恐慌，該次選舉由李登輝當選，李登輝此前已當了八年總統；通車日期延宕多時的臺北首條捷運線木柵線於當年3月28日通車。11月21日桃園縣長劉邦友在官邸遇刺身亡，至今未破案。
- 1997年7月1日:中華民國國防部由總統李登輝主導開始正式實施精實案，中華民國國軍總兵力計畫由60萬人開始裁減至38萬人，且以中華民國陸軍與中華民國海軍陸戰隊影響最大。
- 1998年：在中國上海舉行第二次辜汪會談。
- 1998年12月21日:實行精省。
- 1999年9月21日:凌晨1時47分，南投縣集集鎮發生芮氏規模7.3的強烈地震，死2415人，傷者超過八千人，新聞言及「921大地震」。